# 武汉大学口腔医学院
武汉大学口腔医学院前身為湖北醫科大學口腔醫學院，後在武漢大學四校合併后改為現名。該校始建於1960年，是中華人民共和國依靠自己的力量建立的第一所口腔系，该系创建人是中国口腔颌面外科奠基人夏良才教授。

## 發展現狀及方向
該學院作為全國重點的口腔科研究機構，已完成多項教育部、衛生部等下達的課題及研究項目。目前主要研究方向為有關口腔科的生物學項目。

## 全國排名
2013年中国教育部发布的学科评估排名武汉大学口腔医学全國排名第32017年QS世界大学学科排名牙医学武汉大学位居全世界第38位。2017年8月武汉大学口腔医学学科入选“双一流建设计划”世界一流学科建设规划，全国仅有四川大学、北京大学、武汉大学和上海交通大学四所高校的口腔医学学科入选。